# Caroline Charrière
Caroline Charrière (* 26. Dezember 1960 in Freiburg im Üechtland; † 1. Oktober 2018 ebenda) war eine Schweizer Komponistin und Dirigentin.

## Leben
Caroline Charrière wurde im Jahr 1960 in Freiburg im Üechtland geboren. Nach der Matura nahm sie am Konservatorium Lausanne in der Berufsklasse von Pierre Wavre das Studium der Querflöte auf, welches sie 1982 mit dem Lehrdiplom abschloss. Zwei Jahre später folgte das Solistendiplom. Während ihres Studiums besuchte sie gleichzeitig Kurse in Orchestrieren und Komposition bei Jean Balissat.
Nach Studien bei Aurèle Nicolet verbrachte Charrière ein Jahr in Grossbritannien am Royal Northern College of Music in Manchester. Nach der Rückkehr in die Schweiz erweiterte sie ihre Ausbildung bei Robert Dick und durch Orchesterkurse in Biel/Bienne.
Die Ausbildung zur Orchesterdirigentin am Konservatorium Lausanne in der Klasse von Hervé Klopfenstein schloss sie 1994 mit Auszeichnung ab. Im Jahr 1993 wurde Vox Aeterna, eine Auftragskomposition der Bibliothèque cantonale et universitaire de Lausanne, uraufgeführt. Seither widmete Charrière einen Teil ihrer freien Zeit der Komposition. Doch der Instrumentalunterricht und die Leitung des Chœur de Jade, eines Frauenchors in Freiburg, blieben die Hauptbeschäftigungen.
Im Jahr 2000 schliesslich entschied sich die Musikerin, der Komposition in ihrer Tätigkeit den wichtigsten Platz einzuräumen.
Sie starb am 1. Oktober 2018 nach langer Krankheit.